# Irma Vep (televíziós sorozat)
Az Irma Vep 2022-es amerikai–francia drámasorozat, amelyet Olivier Assayas alkotott, írt és rendezett, az 1996-os azonos című film alapján. A főbb szerepekben Alicia Vikander és Vincent Macaigne látható.
Amerikában 2022. június 6-án, Magyarországon 2022. június 7-én az HBO mutatta be.

## Ismertető
Mira, aki kiábrándult a karrierjéből és egy friss szakításából, Franciaországba érkezik, hogy Irma Vep szerepét játssza a Vámpírok című francia némafilm-sorozat televíziós sorozatának adaptációjában. A hátterében egy pörgős krimi áll, és Mira azzal küzd, hogy a saját maga és az általa játszott karakter közötti különbségek kezdenek elmosódni és összeolvadni.

## Szereplők

### Főszereplők
| Szereplők    | Színész          | Magyar hang    | Leírás |
| ------------ | ---------------- | -------------- | --- |
| Mira Harberg | Alicia Vikander  | Laudon Andrea  | Yvéd származású amerikai színésznő, aki szeretné megváltoztatni karrierje irányát és lerázni magáról a közelmúltban kirobbant bulvárbotrányt.                              |
| René Vidal   | Vincent Macaigne | Molnár Kristóf | Televíziós sorozat rendező, akinek szorongásos zavarai, összefüggéstelen művészi elképzelései és állandó összetűzései vannak a szereplőkkel, a stábbal és a producerekkel. |

### Mellékszereplők
| Szereplők             | Színész            | Magyar hang         | Leírás                                                                                                   |
| --------------------- | ------------------ | ------------------- | --- |
| Laurie                | Adria Arjona       | Szentesi Dorottya   | Mira volt asszisztense és barátnője. Miután a dolgok nem végződtek jól Mirával, hozzáment Hermanhoz.     |
| Herman Ray            | Byron Bowers       | Czető Roland        | Hollywoodi filmrendező, aki Párizsban van, hogy legújabb filmjét népszerűsítse.                          |
| Zoe                   | Jeanne Balibar     | Zakariás Éva        | Jelmeztervező. Drogot szállít Gottfriednek, és vonzódik Mirához.                                         |
| Edmond Lagrange       | Vincent Lacoste    | Joó Gábor           | Francia színész, akit Philippe Guérande szerepére szerződtettek.                                         |
| Carla                 | Nora Hamzawi       | Kelemen Kata        | Rendezőasszisztens.                                                                                      |
| Robert Danjou         | Hippolyte Girardot | Bartók László       | Francia színész, akit a nagy vámpír szerepére szerződtettek.                                             |
| Regina                | Devon Ross         | Vadász Bea          | Mozirajongó és Mira asszisztense.                                                                        |
| Grégory Desormeaux    | Alex Descas        | Petridisz Hrisztosz | Producer.                                                                                                |
| Jérémie               | Antoine Reinartz   | Fülöp Tamás         | Operatőr.                                                                                                |
| Zelda                 | Carrie Brownstein  | Sallai Nóra         | Mira ügynöke.                                                                                            |
| Gottfried             | Lars Eidinger      | Hamvas Dániel       | Drogfüggő német színész, akit Juan-José Moréno szerepére szerződtettek                                   |
| Eamonn                | Tom Sturridge      | Gacsal Ádám         | Mira volt barátja.                                                                                       |
| Fala Chen             | Cynthia Keng       | Molnár Ilona        | Feltörekvő hongkongi sztár, akit René Vidal felbérel, hogy játssza Irma Vep provokatív bűntársát.        |
| Gautier Parcheminerie | Pascal Greggory    | Csuha Lajos         | Ő finanszírozza a sorozatot, cserébe Mira beleegyezik, hogy kozmetikai márkájának kampányában dolgozzon. |

### Magyar változat
- Bemondó: Zahorán Adrienne
- Magyar szöveg: ?
- Hangmérnök és vágó: Halas Péter
- Gyártásvezető: Vigvári Ágnes
- Szinkronrendező: Molnár Kristóf
- Produkciós vezető: Gál Zsuzsanna

A szinkront a Direct Dub Studios készítette el.

## Epizódok
| Sor. | Év. | Cím                                        | Rendező         | Író             | Premier                           |
| ---- | --- | ------------------------------------------ | --------------- | --------------- | --------------------------------- |
| 1.   | 1.  | A levágott fej (The Severed Head)          | Olivier Assayas | Olivier Assayas | 2022. június 6. 2022. június 7.   |
| 2.   | 2.  | A gyilkos gyűrű (The Ring that Kills)      | Olivier Assayas | Olivier Assayas | 2022. június 13. 2022. június 14. |
| 3.   | 3.  | A halott ember szökése (Dead Man's Escape) | Olivier Assayas | Olivier Assayas | 2022. június 20. 2022. június 21. |
| 4.   | 4.  | A mérgező (The Poisoner)                   | Olivier Assayas | Olivier Assayas | 2022. június 27. 2022. június 28. |
| 5.   | 5.  | Bűvös szemek (Hypnotic Eyes)               | Olivier Assayas | Olivier Assayas | 2022. július 4. 2022. július 5.   |
| 6.   | 6.  | A mennydörgés ura (The Thunder Master)     | Olivier Assayas | Olivier Assayas | 2022. július 11. 2022. július 12. |
| 7.   | 7.  | A fantom (The Spectre)                     | Olivier Assayas | Olivier Assayas | 2022. július 18. 2022. július 19. |
| 8.   | 8.  | A rettenetes nász (The Terrible Wedding)   | Olivier Assayas | Olivier Assayas | 2022. július 25. 2022. július 26. |

## A sorozat készítése
Assayas 2020 májusában kezdte el a minisorozat fejlesztését a film adaptációjaként, amelyet az HBO hivatalosan 2020 decemberében rendelt meg, és amelyet Assayas ír és rendez.
A forgatás 2021. június 14-én kezdődött Île-de-France-ban, főként Párizsban és annak elővárosaiban, és száz napon át tartott. A forgatás helyszínei között szerepel többek között az Opéra-Comique, a Champs-Élysées, a Montmartre, a Gare du Nord és a Párizs-Charles de Gaulle repülőtér.